# Эскадренные миноносцы проекта 23560
Эскадренные миноносцы проекта 23560 «Лидер» — проект российских атомных эскадренных миноносцев (эсминцев) 1-го ранга с управляемым ракетным вооружением дальней морской и океанской зоны для ВМФ России, должны прийти на смену тяжёлым атомным ракетным крейсерам проекта 1144 «Орлан».
На данный момент корабль существует исключительно в виде макета; закладка головного атомного эсминца состоится не ранее 2022 года.

## Разработка
Впервые о существовании планов по разработке перспективного эскадренного миноносца для Военно-Морского Флота России сообщило агентство ИТАР-ТАСС 19 июня 2009 года со ссылкой на «источник, близкий к управлению военного ведомства, отвечающему за поставку кораблей, морского вооружения и военной техники».
11 марта 2010 года агентство «Интерфакс», а за ним и ряд других российских СМИ распространили информацию о начале разработки эсминца нового поколения для ВМФ России.
29 июня 2011 года ОАО «Объединённая судостроительная корпорация» сообщила, что ведёт проектирование корабля океанской зоны класса «эсминец» с ядерной энергетической установкой.
11 октября 2011 года «Известия» опубликовали информацию о том, что «эскадренный миноносец нового поколения, разработка которого сегодня ведётся в интересах ВМФ России, должен будет заменить сразу три класса российских кораблей: эскадренные миноносцы проекта 956, большие противолодочные корабли проекта 1155, ракетные крейсера проекта 1164. Это будет универсальный корабль, который сможет заменить все три проекта. За счёт современного вооружения он будет превосходить по противолодочным возможностям БПК, а по ударным и противовоздушным — сегодняшние эсминцы и ракетные крейсера, кроме „Петра Великого“ и его „одноклассников“»..
13 февраля 2013 года главкомат ВМФ утвердил «предэскизный» проект перспективного эсминца дальней морской зоны, который представило проектно-конструкторское бюро «Северное» в Санкт-Петербурге.
23 августа 2017 года стало известно что эскизный проект перспективного эсминца был утверждён Министерством обороны России.
Точные технические параметры перспективного российского эсминца пока не раскрываются.
По предварительным данным, стоимость постройки каждого эсминца составит около 100 млрд рублей
Закладка головного эсминца «Лидер» состоится не ранее 2022 года.

## Конструкция
Перспективный эсминец может получить отдельные конструкции с применением броневой керамики, что позволит существенно уменьшить массу конструктивной защиты корабля.

### Вооружение
Эсминец будет вооружён противокорабельными ракетами, крылатыми ракетами для ударов по наземным целям, перспективными комплексами ПВО и ПРО.
Главным оружием нового корабля должны стать универсальные корабельные стрельбовые комплексы, которые можно загружать разнообразными ракетами, противолодочными ракетами и системы ПВО нового поколения. Сейчас идёт отработка нескольких вариантов проекта, выбор энергетической установки. Боекомплект противокорабельных ракет, противолодочных ракето-торпед, крылатых ракет для стрельбы по наземным целям и зенитных ракет средней и большой дальности будет составлять от 80—90 до 120—130 единиц. 
Кроме того, корабль будет иметь зенитные ракетно-артиллерийские системы ближнего боя и авиагруппу из двух-трёх вертолётов.
Предположительно, он может получить от двух до четырёх пусковых установок «Калибр-НК», «Оникс» и «Циркон» дальностью действия более 300 км. Зенитное ракетное вооружение дальней зоны может быть представлено корабельным вариантом комплекса С-500 «Прометей» с двумя пусковыми установками (испытания элементов сухопутной версии системы начались в 2013 году), он обеспечит, в частности, противоракетную оборону. Ближняя зона противовоздушной обороны «Лидера», вероятно, будет представлена двумя вертикальными пусковыми установками комплекса «Полимент-Редут». Управление ими планируется осуществлять системой «Полимент» с РЛС с АФАР. На корабли могут быть установлены и по 3 боевых модуля корабельных версий ЗРПК «Панцирь-М» калибра 30 мм. Артиллерия будет представлена универсальными установками А-192М «Армат» калибра 130 мм. Для обнаружения подводных объектов, корабли планируется оснащать гидроакустическими станциями. Перспективный российский эсминец также планируется оснастить двумя шеститрубными торпедными аппаратами СМ-588 калибра 324 мм комплекса «Пакет-НК». Корабль получит посадочную площадку и 2 ангара для 2-х палубных вертолётов типа Ка-27, Ка-32. 
Также сможет эксплуатировать на борту БПЛА.
Новое вооружение для эскадренных миноносцев проекта 23560 «Лидер» частично будет «обкатано» на новых кораблях для ВМФ России, в частности на фрегатах проекта 22350 типа «Адмирал Горшков».

## Критика
Издание The National Interest обращает внимание на то, что аналитики в США, России, а также представители оборонной промышленности выразили сомнения относительно реальности постройки миноносца, так как современный флот РФ не нуждается в подобных кораблях, а сам проект будет чрезвычайно дорогим

## Фотографии

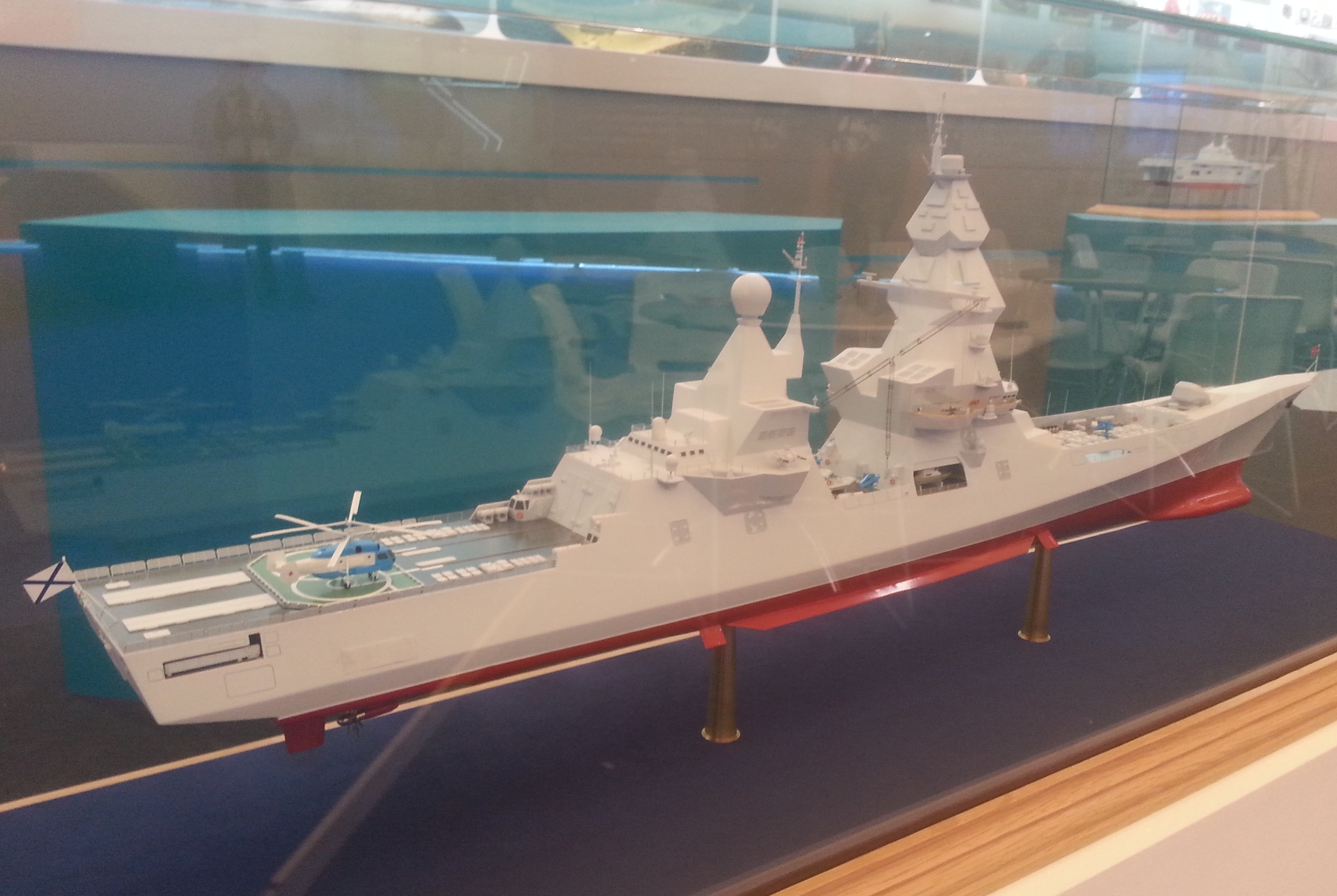
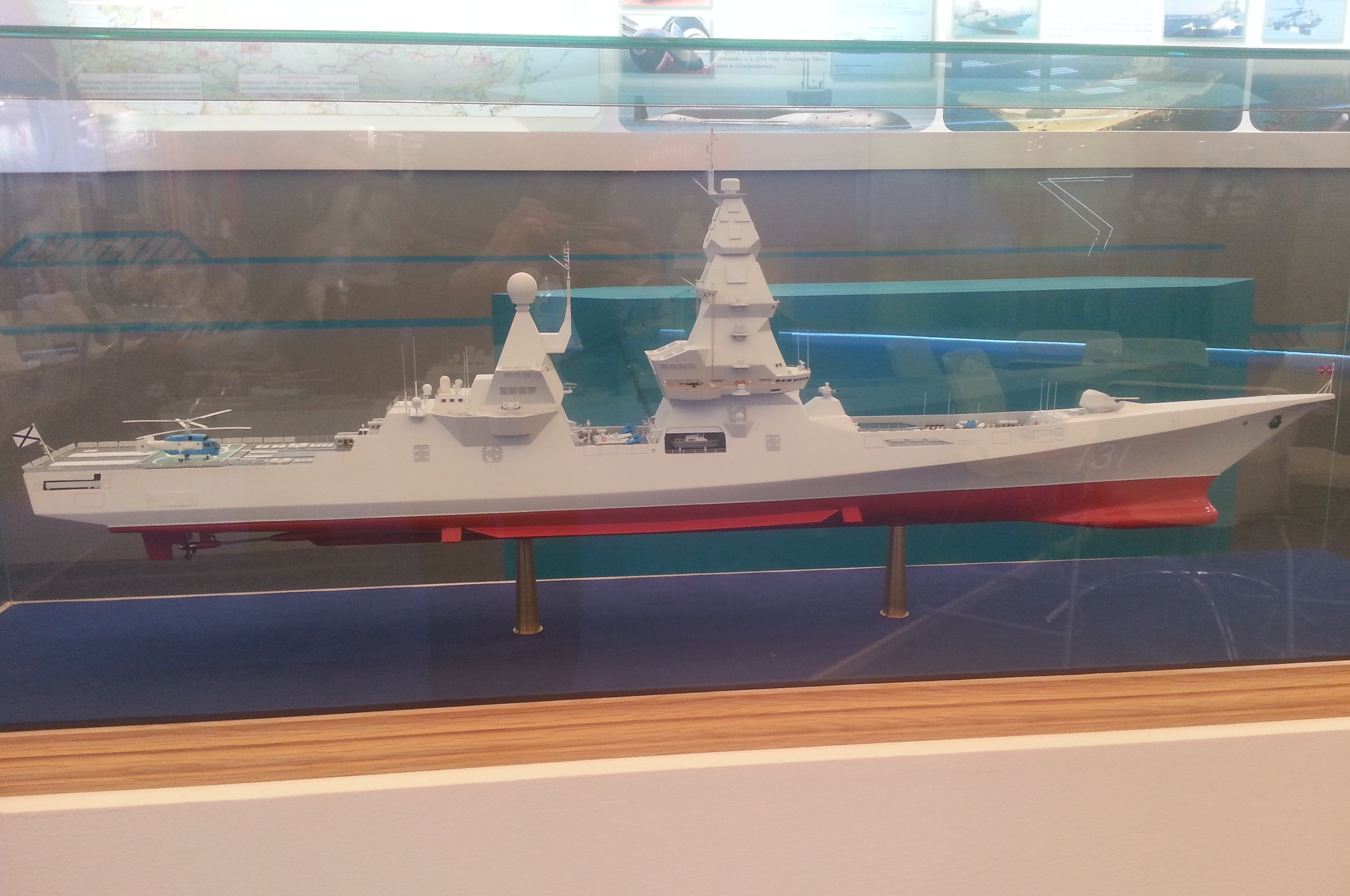

Макет на выставке «Армия 2015»